# Live at the Apollo
《Live at the Apollo》는 미국의 가수 제임스 브라운의 첫 번째 라이브 음반으로, 1963년 할렘의 아폴로 극장에서 녹음되어 킹 레코드가 발매하였다.
2003년, 이 음반은 《롤링 스톤》의 역사상 가장 위대한 음반 500장 중 25위에 올랐고, 2012년 개정된 목록에서 순위를 유지했으며, 2020년 리부팅에서 65위에 다시 올랐다. 2004년, 이 음반은 미국 의회도서관이 선정한 50개의 음반 중 하나로 내셔널 레코딩 레지스트리에 추가되었다.
1998년, 이 음반은 그래미 명예의 전당에 헌액되었다.

## 발매 및 반응
| 전문가 평가                   | 전문가 평가 |
| 평가 점수                     | 평가 점수   |
| 출처                          | 점수        |
| ----------------------------- | ----------- |
| Allmusic                      | [ 7 ]       |
| BBC Music                     | favorable   |
| Blender                       | [ 9 ]       |
| Entertainment Weekly          | A+          |
| Mojo                          | [ 11 ]      |
| Pitchfork                     | 10/10       |
| PopMatters                    | 10/10       |
| Rolling Stone                 | [ 14 ]      |
| Encyclopedia of Popular Music | [ 15 ]      |
| Yahoo! Music                  | favorable   |

《Live at the Apollo》는 1962년 10월 24일 밤 브라운의 자비로 녹음되었다. 비록 음반 커버나 레이블에는 언급되지 않았지만, 브라운의 보컬 그룹인 페이머스 플레임스 (바비 버드, 바비 베넷, 로이드 스톨워스)는 《Live at the Apollo》에서 중요한 공동 주연을 맡았으며, 이 음반의 인트로에는 MC 팻츠 곤더에 의해 브라운과 함께 포함되었다(수십 년이 지난 이 음반의 CD 발매가 되어서야 페이머스 플레임스는 이 음반에 대한 그들의 공로를 인정받았다). 이 음반에 대한 그들의 공로를 인정받았다. 브라운의 음반사인 킹 레코드는 오리지널 신곡이 수록되지 않은 라이브 음반은 수익성이 없다고 생각하여 음반 발매를 반대했다. 이 레이블은 마침내 브라운과 그의 매니저 버드 홉굿의 압력으로 누그러졌다.
킹은 놀랍게도 《Live at the Apollo》가 놀라울 정도로 빠르게 팔렸다. 빌보드 200 차트에서 66주간 2위를 기록했다. 특히 미국 남동부의 많은 음반 가게들은 이 작품에 대한 수요를 따라가지 못해 결국 한 번에 여러 케이스를 주문하게 되었다. R&B DJ들은 종종 1번 사이드를 완전히 연주하고, (보통 광고를 삽입하기 위해) 잠시 멈추었다가 2번 사이드로 완전히 복귀하기도 했다. 긴 트랙 〈Lost Someone〉의 중간에 사이드 브레이크가 발생했다.

## 곡 목록
| #  | 제목 | 재생 시간 |
| -- | --- | --------- |
| 1. | 〈Introduction to James Brown and The Famous Flames (by Fats Gonder)〉 | 1:49      |
| 2. | 〈I'll Go Crazy〉 | 2:05      |
| 3. | 〈Try Me〉 | 2:27      |
| 4. | 〈Think〉 | 1:58      |
| 5. | 〈I Don't Mind〉 | 2:28      |
| 6. | 〈Lost Someone〉 | 10:43     |
| 7. | 〈Medley: Please, Please, Please/You've Got the Power/I Found Someone/Why Do You Do Me/I Want You So Bad/I Love You, Yes I Do/Strange Things Happen/Bewildered/Please, Please, Please〉 | 6:27      |
| 8. | 〈Night Train〉 | 3:26      |

| #   | 제목                                                                        | 재생 시간 |
| --- | --------------------------------------------------------------------------- | --------- |
| 9.  | 〈Think (Single Mix, Radio Promo Version)〉                                 | 2:01      |
| 10. | 〈Medley: I Found Someone/Why Do You Do Me/I Want You So Bad (Single Mix)〉 | 2:10      |
| 11. | 〈Lost Someone (Single Mix)〉                                               | 2:43      |
| 12. | 〈I'll Go Crazy (Single Mix)〉                                              | 2:18      |